# Grodzisko (Banie Mazurskie)
Grodzisko (deutsch Grodzisko, 1925 bis 1938 Schloßberg, 1938 bis 1945 Heidenberg) ist ein Dorf in der polnischen Woiwodschaft Ermland-Masuren und gehört zur Landgemeinde Banie Mazurskie (Benkheim) im Powiat Gołdapski (Kreis Goldap).

## Geographische Lage
Grodzisko liegt im Nordosten der Woiwodschaft Ermland-Masuren, 19 Kilometer östlich der früheren Kreisstadt Angerburg (polnisch Węgorzewo) bzw. 22 Kilometer südwestlich der jetzigen Kreishauptstadt Gołdap (Goldap).

## Geschichte
Im Jahre 1566 wurde das Dorf Heidenberg (so sein Name bereits damals) gegründet. Vor 1785 hieß der Ort Grodzisken, dann bis 1925 Grodzisko, und zwischen 1925 und 1938 Schloßberg, 1938 bis 1945 wieder Heidenberg.
Am 6. Mai 1874 wurde Grodzisko Amtsdorf und namensgebend für einen Amtsbezirk. Dieser – 1926 in „Amtsbezirk Schloßberg“, 1939 in „Amtsbezirk Heidenberg“ umbenannt – gehörte bis 1945 zum Kreis Angerburg im Regierungsbezirk Gumbinnen der preußischen Provinz Ostpreußen.
450 Einwohner waren im Jahre 1910 in Grodzisko gemeldet. Ihre Zahl stieg bis 1933 für das ab 26. August 1925 genannte „Schloßberg“ auf 566 und belief sich 1939 für das am 3. Juni 1938 in „Heidenberg“ umbenannte Dorf auf 540. Am 1. April 1938 wurde das Nachbardorf Gassöwen (1938 bis 1945 Heidenberg B, polnisch Gąsewo) nach Schloßberg eingemeindet.
In Kriegsfolge kam der Ort 1945 mit dem gesamten südlichen Ostpreußen zu Polen und wechselte nun seine Bezeichnung in die frühere und eben auch polnische Namensform „Grodzisko“.
Heute ist das Dorf Sitz eines Schulzenamtes (polnisch Sołectwo) und eine Ortschaft im Verbund der Landgemeinde Banie Mazurskie im Powiat Gołdapski, vor 1998 zur Woiwodschaft Suwałki, seitdem zur Woiwodschaft Ermland-Masuren zugehörig.

### Amtsbezirk Grodzisko/Schloßberg/Heidenberg (1874–1945)
Der in dreifacher Namensform zwischen 1874 und 1945 formierte Amtsbezirk bestand anfangs aus drei, zum Schluss noch aus zwei Dörfern:
| Name                          | Änderungsname 1938 bis 1945 | Polnischer Name | Bemerkungen                       |
| ----------------------------- | --------------------------- | --------------- | --------------------------------- |
| Gassöwen                      | Heidenberg B                | Gąsewo          | 1938 nach Schloßberg eingemeindet |
| Grodzisko ab 1925: Schloßberg | Heidenberg                  | Grodzisko       |                                   |
| Groß Pillacken                | ab 1923: Steinwalde         | Piłaki Wielkie  |                                   |

Am 1. Januar 1945 gehörten noch Heidenberg sowie Steinwalde zum Amtsbezirk Heidenberg.

## Religionen

### Evangelisch
Die mehrheitlich evangelische Bevölkerung Grodziskos resp. Schloßbergs bzw. Heidenbergs war vor 1945 in das Kirchspiel der Kirche in Kirche in Kuty (Kutten, polnisch Kuty) eingepfarrt, das zum Kirchenkreis Angerburg in der Kirchenprovinz Ostpreußen der Kirche der Altpreußischen Union gehörte. Seit 1945 sind die in Grodzisko lebenden evangelischen Kirchenglieder in die Kirchengemeinde Węgorzewo (Angerburg) eingegliedert, einer Filialgemeinde der Pfarrei in Giżycko (Lötzen) in der Diözese Masuren der Evangelisch-Augsburgischen Kirche in Polen.

### Katholisch
Vor 1945 waren die katholischen Einwohner in die Pfarrgemeinde in Angerburg (polnisch Węgorzewo) im Bistum Ermland eingegliedert. Heute hat Grodzisko eine eigene Kapelle, die zur Pfarrei in Banie Mazurskie (Benkheim) im Dekanat Gołdap im Bistum Ełk (Lyck) der Römisch-katholischen Kirche in Polen gehört.

## Verkehr
Grodzisko liegt an einer Nebenstraße, die westlich von Banie Mazurskie (Benkheim) von der polnischen Woiwodschaftsstraße DW 650 (ehemalige deutsche Reichsstraße 136) abzweigt und in südlicher Richtung über Dąbrówka Polska (Polnisch Dombrowken, 1904 bis 1945 Talheim) in den Borkener Forst (auch: Borker Heide, polnisch Puszcza Borecka) führt. Ein Bahnanschluss besteht nicht.